# Slag om het Choisinreservoir
De Slag om het Choisinreservoir, ook wel de Slag om het Changjinmeer genoemd, vond plaats tussen 27 november en 13 december 1950, tijdens de Koreaanse Oorlog. Het was een bruut gevecht waarbij 30.000 VN-troepen (bijgenaamd The Frozen Chosin of The Chosin Few) onder leiding van de Amerikaanse generaal Ned Almond het opnamen tegen ongeveer 150.000 Chinese manschappen onder leiding van Song Shi-Loen. De naam Chosin is een Japanse vertaling van de regio Changjin in de Noord-Koreaanse provincie Hamgyŏng-namdo. 
Vlak nadat China zich met het conflict ging bemoeien, veroverden grote aantallen Chinese soldaten het gebied rond de rivier de Yalu, waarbij ze de VN-troepen omcirkelden. Een gruwelijke slag in het ijskoude water volgde. Hoewel het Chinese leger veel slachtoffers te verwerken kreeg, dwongen ze de VN-troepen dieper Noord-Korea in.
De slag bleek van grote invloed te zijn op het verloop van de oorlog. De VN-troepen zagen zich genoodzaakt belangrijke stellingen in Noord-Korea te verlaten om zich in de havenstad Hŭngnam te vestigen.